# Чкалово (Северо-Казахстанская область)
Чкалово (каз. Чкалово) — село в Тайыншинском районе Северо-Казахстанской области Казахстана. Административный центр Чкаловского сельского округа. Находится примерно в 48 км к юго-востоку от города Тайынша, административного центра района, на высоте 167 метров над уровнем моря. Код КАТО — 596073100.
Вблизи села проходит автомобильная дорога А-13 «Кокшетау — Бидайык (Казахстано-Российская граница)».

## История
Село было основано в 1932 году и первоначально называлось Блюхерово. В 1936 году на территории бывшего Чкаловского района, бывшей Кокчетавской области появилось 13 новых поселений из спец.переселенцев Житомирской области, так называемых точек. 12 точка — это село Чкалово.
С момента основания Чкалово входило в состав различных районов, а с 1965 года по 2 мая 1997 года было районным центром Чкаловского района, Кокчетавской области. Ныне село входит в состав Тайыншинского района, Северо-казахстанской области.
Наибольшее развитие село получило в 60—80-е годы XX века, когда на его территории открывались различные районные организации и расширялись ранее открытые: с 1942 года функционировала Чкаловская государственная сельскохозяйственная инспекция, занимающаяся контролем, определением посевных качеств высевающихся всевозможных культур, наблюдением за хранением зерна. В 1939 году Чкалово получило своё современное название. До 1997 года село являлось административным центром Чкаловского района.

## Население
В 1999 году численность населения села составляла 4021 человека (1996 мужчин и 2025 женщин). По данным переписи 2009 года, в селе проживало 3274 человека (1599 мужчины и 1675 женщин).